# Riedelia sessilanthera
Riedelia sessilanthera là một loài thực vật có hoa trong họ Gừng. Loài này được Theodoric Valeton miêu tả khoa học đầu tiên năm 1913.

## Phân bố
Loài này được tìm thấy ở cao độ trên 1.000 m ở tây nam New Guinea, cụ thể là từ cao độ từ 1.350 m lên tới đỉnh núi trong dãy núi Hellwig, thuộc địa phận tỉnh Papua, Indonesia. Mẫu vật điển hình: L.S.A.M. von Römer 1119 do Lucien von Römer (1873-1965) thu thập. Một mẫu khác là L.S.A.M. von Römer 1314.

## Các thứ
- Riedelia sessilanthera var. euodon Valeton, 1913.[5] Mẫu điển hình: L.S.A.M. von Römer 1039 do Lucien von Römer thu thập ở cao độ 1.350-1.600 m tại dãy núi Hellwig, ở phía nam tỉnh Papua, Indonesia.[4][5]